# Sangareddy
Sangareddy (en hindi: संगारेड्डि मण्डल ) es una localidad de la India, centro administrativo del distrito de Medak, estado de Telangana.

## Geografía
Se encuentra a una altitud de 513 m s. n. m. a 57 km de la capital estatal, Hyderabad, en la zona horaria UTC +5:30.

## Demografía
Según estimación 2010 contaba con una población de 62 767 habitantes.